# 千春のひとりうた
千春のひとりうた（ちはるのひとりうた）は、STVラジオの「サンデージャンボスペシャル」内で1976年4月4日から1977年10月2日まで設けられた15分程度のコーナー。
松山千春の芸能界における事実上のデビュー番組として知られる。

## 概要
1975年開催のコンテスト「全国フォーク音楽祭 北海道大会」に出場・落選した松山千春のために、同コンテストを担当していたSTVラジオのディレクター・竹田健二が「サンデージャンボスペシャル」の中に設けたもの。この放送期間内に、松山は、当時のキャニオン・レコードからレコード・デビューを果たしている。
このコーナーにて、松山は竹田から毎週2曲の新曲を作ってくるように課題を与えられていたが、これはオリジナル曲のストックを増やすことが主たる目的であった。加えて、同コーナーは松山が人前で歌うための「訓練の場」でもあった。
このコーナーによって、「足寄出身のシンガーソングライター・松山千春」の名は、北海道内全域に知れ渡ることとなった。
竹田は、1977年8月27日、急性心不全により36歳で早逝した。松山著「足寄より」によれば、室蘭でのコンサート後、足寄経由で札幌に帰ってきて、8月26日に竹田に電話をしたところ、竹田は「これからニッポン放送の人とキャニオン・レコードの人と会う。明日は俺もなんとかいっしょに函館に行けるから、午前10時にSTVにきてくれ。そこで待ち合わせよう」と声をかけてくれて、「オールナイトニッポン」第二部の生放送レギュラー出演のオファーがかかったという。しかし、その翌朝待ち合わせをしようとしたときに、竹田が急逝してしまったということを知った

## 演奏曲目
当コーナーで演奏された曲は、その後レコード・CDに収録されたものもあるが、コーナーのみの発表にとどまり、レコード・CDに収録されていない曲も多いため、次の「演奏曲目」においては、「未発表曲」ではなく、「非商品化曲」と記述している。
| 発表日                                | タイトル                               | 収録作品                                            |
| ------------------------------------- | -------------------------------------- | --------------------------------------------------- |
| 1977年日付不明                        | かざぐるま                             | シングル「かざぐるま」                              |
| 1977年日付不明                        | 足寄より                               | アルバム『君のために作った歌』                      |
| 1977年日付不明                        | 青春の坂道                             | 非商品化                                            |
| 1977年2月13日（日）                   | 白い雪                                 | 非商品化                                            |
| 1977年2月13日（日）                   | 離さない                               | 非商品化                                            |
| 1977年2月13日（日）                   | 旅立ち                                 | シングル「旅立ち」                                  |
| 1977年4月3日（日）                    | フィーリング                           | ハイ・ファイ・セット                                |
| 1977年4月3日（日）                    | 君と僕とのレッセッセ                   | 非商品化                                            |
| 1977年4月3日（日）                    | 旅立ち                                 | シングル「旅立ち」                                  |
| 1977年4月3日（日）                    | 離さない                               | 非商品化                                            |
| 1977年4月10日（日）                   | 君のために作った歌                     | アルバム『君のために作った歌』                      |
| 1977年4月10日（日）                   | 君と僕とのレッセッセ                   | 非商品化                                            |
| 1977年4月10日（日）                   | MY自転車                               | シングル「青春」B面                                 |
| 1977年4月10日（日）                   | 春になれば                             | 1979年 コンサート・ツアー【生きがい】で演奏         |
| 1977年4月17日（日）                   | 君はそばに                             | アルバム『こんな夜は』                              |
| 1977年4月17日（日）                   | 嫌な夢                                 | 非商品化                                            |
| 1977年4月17日（日）                   | 帰ろう                                 | アルバム『こんな夜は』                              |
| 1977年4月24日（日）                   | 遠い君に                               | 非商品化                                            |
| 1977年4月24日（日）                   | 帰ろう                                 | アルバム『こんな夜は』                              |
| 1977年4月24日（日）                   | 初恋                                   | アルバム『君のために作った歌』                      |
| 1977年4月24日（日）                   | おいで僕のそばに                       | アルバム『空を飛ぶ鳥のように野を駈ける風のように』  |
| 1977年4月24日（日）                   | 翼があれば                             | 非商品化                                            |
| 1977年5月1日（日）                    | ハイキングブルース                     | シングル「夜明け」B面 サイクリング                  |
| 1977年5月1日（日）                    | 神田川                                 | かぐや姫                                            |
| 1977年5月1日（日）                    | 海を背負えば                           | 加川良                                              |
| 1977年5月1日（日）                    | 白い花を                               | シングル「時のいたずら」B面 白い花                  |
| 1977年5月8日（日）                    | センチメンタル                         | 非商品化                                            |
| 1977年5月8日（日）                    | にわか雨                               | 非商品化                                            |
| 1977年5月8日（日）                    | 街に灯りともる頃                       | 非商品化                                            |
| 1977年5月15日（日）                   | 日曜日                                 | 非商品化                                            |
| 1977年5月15日（日）                   | 踊りましょうか                         | アルバム『歩き続ける時』                            |
| 1977年5月15日（日）                   | これ以上                               | アルバム『歩き続ける時』                            |
| 1977年５月22日（日）                  | 泣き虫                                 | 非商品化                                            |
| 1977年５月22日（日）                  | 君は                                   | 非商品化                                            |
| 1977年５月22日（日）                  | 姉貴のために作った歌                   | 非商品化                                            |
| 1977年5月29日（日）（釧路からの放送） | 旅立ち                                 | シングル「旅立ち」                                  |
| 1977年5月29日（日）（釧路からの放送） | MY自転車                               | シングル「青春」B面                                 |
| 1977年5月29日（日）（釧路からの放送） | 強くなりたい                           | 非商品化                                            |
| 1977年6月5日（日）                    | ぶらぶら                               | 非商品化                                            |
| 1977年6月5日（日）                    | 貴方のことで                           | アルバム『歩き続ける時』                            |
| 1977年6月5日（日）                    | 春になれば                             | 1979年 コンサート・ツアー【生きがい】で演奏         |
| 1977年6月12日（日）                   | 良生ちゃんとポプラ並木                 | アルバム『歩き続ける時』                            |
| 1977年6月12日（日）                   | 別れ話                                 | 非商品化                                            |
| 1977年6月12日（日）                   | 風の中で                               | シングル「ふるさと」B面 風の中                      |
| 1977年6月19日（日）                   | 夕焼け                                 | 非商品化                                            |
| 1977年6月19日（日）                   | 父さん                                 | アルバム『こんな夜は』                              |
| 1977年6月26日（日）                   | ハイキングブルース                     | シングル「夜明け」B面 サイクリング                  |
| 1977年6月26日（日）                   | 今日限り                               | アルバム『君のために作った歌』                      |
| 1977年7月3日（日）                    | 踊りましょうか                         | アルバム『歩き続ける時』                            |
| 1977年7月3日（日）                    | 酒と泪と男と女                         | 河島英五                                            |
| 1977年7月3日（日）                    | 空を飛ぶ鳥のように野を駈ける風のように | アルバム『空を飛ぶ鳥のように野を駈ける風のように』  |
| 1977年7月10日（日）                   | 銀の雨                                 | シングル「かざぐるま」B面                           |
| 1977年7月10日（日）                   | 忘れてしまおう                         | 非商品化                                            |
| 1977年7月10日（日）                   | 貴方だけ                               | アルバム『こんな夜は』                              |
| 1977年7月17日（日）（帯広からの放送） | 銀の雨                                 | シングル「かざぐるま」B面                           |
| 1977年7月17日（日）（帯広からの放送） | 君のために作った歌                     | アルバム『君のために作った歌』                      |
| 1977年7月17日（日）（帯広からの放送） | 愛の歌                                 | 非商品化                                            |
| 1977年7月17日（日）（帯広からの放送） | おやすみ                               | アルバム『君のために作った歌』                      |
| 1977年7月31日（日）                   | MY自転車                               | シングル「青春」B面                                 |
| 1977年7月31日（日）                   | 目覚めた時には晴れていた               | ビリーバンバン                                      |
| 1977年7月31日（日）                   | 走れ夜汽車                             | アルバム『こんな夜は』                              |
| 1977年8月14日（日）（函館からの放送） | 旅立ち                                 | シングル「旅立ち」                                  |
| 1977年8月14日（日）（函館からの放送） | 働けば                                 | 非商品化                                            |
| 1977年8月14日（日）（函館からの放送） | 夏の浜辺                               | 非商品化                                            |
| 1977年8月14日（日）（函館からの放送） | 君が好きさ                             | アルバム『こんな夜は』                              |
| 1977年8月21日（日）                   | この胸のときめきを                     | エルヴィス・プレスリー                              |
| 1977年8月21日（日）                   | あなたと私のレッセッセ                 | 非商品化                                            |
| 1977年8月21日（日）                   | さよなら                               | 非商品化                                            |
| 1977年8月21日（日）                   | ためらい                               | アルバム『君のために作った歌』                      |
| 1977年8月28日（日）                   | 君のために作った歌                     | アルバム『君のために作った歌』                      |
| 1977年8月28日（日）                   | この道より道廻り道                     | アルバム『君のために作った歌』                      |
| 1977年8月28日（日）                   | 旅立ち                                 | シングル「旅立ち」                                  |
| 1977年9月4日（日）                    | 踊りましょうか                         | アルバム『歩き続ける時』                            |
| 1977年9月4日（日）                    | あの日のままで                         | アルバム『歩き続ける時』                            |
| 1977年9月4日（日）                    | 貴方のことで                           | アルバム『歩き続ける時』                            |
| 1977年9月4日（日）                    | 君が好きさ                             | アルバム『こんな夜は』                              |
| 1977年9月11日（日）                   | 君のことで                             | 非商品化                                            |
| 1977年9月11日（日）                   | 二人だけのダンスパーティー             | 非商品化                                            |
| 1977年9月11日（日）                   | 嫌な夢                                 | 非商品化                                            |
| 1977年9月11日（日）                   | 君の面影                               | 非商品化                                            |
| 1977年9月11日（日）                   | 時のいたずら                           | シングル「時のいたずら」                            |
| 1977年9月18日（日）                   | 今日限り                               | アルバム『君のために作った歌』                      |
| 1977年9月18日（日）                   | 涙                                     | アルバム『こんな夜は』                              |
| 1977年9月18日（日）                   | 北風うけて                             | 非商品化                                            |
| 1977年9月18日（日）                   | おやすみ                               | アルバム『君のために作った歌』                      |
| 1977年9月25日（日）                   | ぶらぶら                               | 非商品化                                            |
| 1977年9月25日（日）                   | 貴方だけ                               | アルバム『こんな夜は』                              |
| 1977年9月25日（日）                   | 空を飛ぶ鳥のように野を駈ける風のように | アルバム『空を飛ぶ鳥のように 野を駈ける風のように』 |
| 1977年9月25日（日）                   | これ以上                               | アルバム『歩き続ける時』                            |
| 1977年10月2日（日）                   | 雨上がりの街                           | アルバム『こんな夜は』                              |
| 1977年10月2日（日）                   | 恋                                     | 非商品化                                            |
| 1977年10月2日（日）                   | 君が好きさ                             | アルバム『こんな夜は』                              |
| 1977年10月2日（日）                   | 歩いていかなけりゃ                     | 非商品化                                            |
| 1977年10月2日（日）                   | 旅立ち                                 | シングル「旅立ち」                                  |